# Gymnocarena
Gymnocarena is een geslacht van insecten uit de familie van de Boorvliegen (Tephritidae), die tot de orde tweevleugeligen (Diptera) behoort.

## Soorten
- G. apicata (Thomson, 1914)
- G. bicolor Foote, 1960
- G. diffusa (Snow, 1894)
- G. mississippiensis Norrbom, 1992
- G. tricolor (Doane, 1899)